# Iciligorgia schrammi
Iciligorgia schrammi är en korallart som beskrevs av Duchassaing 1870. Iciligorgia schrammi ingår i släktet Iciligorgia och familjen Anthothelidae. Inga underarter finns listade i Catalogue of Life.